# Kolonia Municipality
Kolonia Municipality är en kommun i Mikronesiska federationen.   Den ligger i delstaten Pohnpei, i den centrala delen av landet, 7 km nordost om huvudstaden Palikir. Antalet invånare är 5 681.
Följande samhällen finns i Kolonia Municipality:
- Kolonia
- Kolonia Town